# 1428
Năm 1428 là một năm trong lịch Julius.

## Sự kiện
- Lê Lợi lên ngôi Hoàng đế, tức là vua Lê Thái Tổ, khôi phục lại quốc hiệu Đại Việt, chính thức dựng lên nhà Lê sơ

## Sinh
- 3 tháng 5 - Pedro González de Mendoza, hồng y và Tây Ban Nha (mất 1495)
- 21 tháng 9 - Cảnh Thái Hoàng đế Trung Hoa (mất 1457)
- 22 tháng 11 - Richard Neville, bá tước thứ 16 của Warwick, người Anh (mất 1471)
- Không rõ ngày:
  - Donato Acciaioli, học giả người Ý (mất 1478)
- Có thể xảy ra:
  - Didrik Pining, nhà thám hiểm người Đức